# Os (rund)

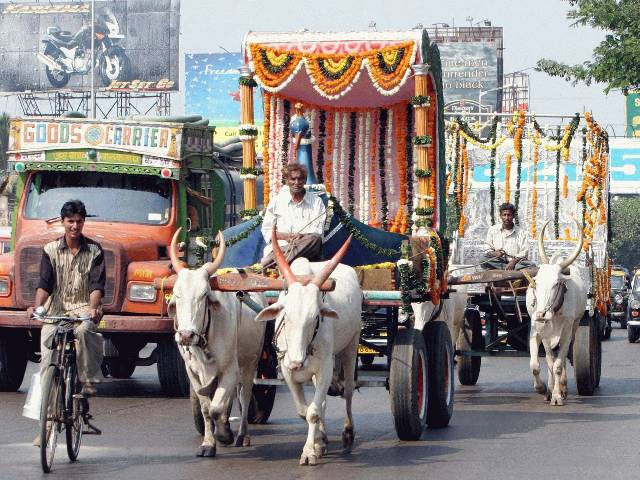
Ossenwagen in India

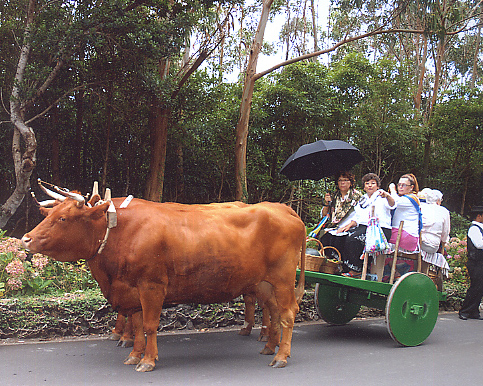
Portugese ossenkar op de Azoren

Een os is een gecastreerd mannelijk rund (stier). De os is een van de oudste door de mens gebruikte trekdieren. Al vroeg dienden zij om sleeën, karren en wagens voort te bewegen of om ossenmolens aan te drijven. Ossen werden in Midden-Europa al in de 6e eeuw v.C. gebruikt in de landbouw.
Door castratie werd het mogelijk de grote arbeidskracht van de stier ten dienste van de mens te stellen. De dieren kregen er een gelijkmoediger karakter door, waardoor zij beter als werkdier te gebruiken waren. Om ossen voor de ploeg of voor een kar of wagen te spannen wordt een tuigage gebruikt dat kan bestaan uit een juk dat verbonden is aan een dissel.
In verschillende Aziatische, Afrikaanse en Zuid-Amerikaanse landen komen nog ossenkarren voor. Ook in Egypte werd nog lange tijd rundvee ingezet als trekdier voor de ploeg. Bij ossenrennen worden deze dieren ook bereden. Voor de vleesindustrie zijn ossen interessant vanwege hun stevige gemarmerde vlees.
De castratie gebeurt meestal wanneer de dieren nog jong zijn, op een leeftijd van tussen de twee weken en enkele maanden. Door de verminderde testosteron-productie groeien ossen langzamer dan stieren maar zij worden daardoor wel zwaarder gespierd dan koeien.
In sommige staten van de VS worden alle jonge stieren die als mestdieren op de weiden gehouden worden, gecastreerd. Soms worden daarna voor zowel de koeien als de pinken hormoonpreparaten gebruikt om toch een snelle groei te bewerkstelligen.

## Plaatsnamen
De plaatsnamen Oxford en Ochsenfurt zijn afgeleid van de woorden "os" en "voorde".

## Afbeeldingen

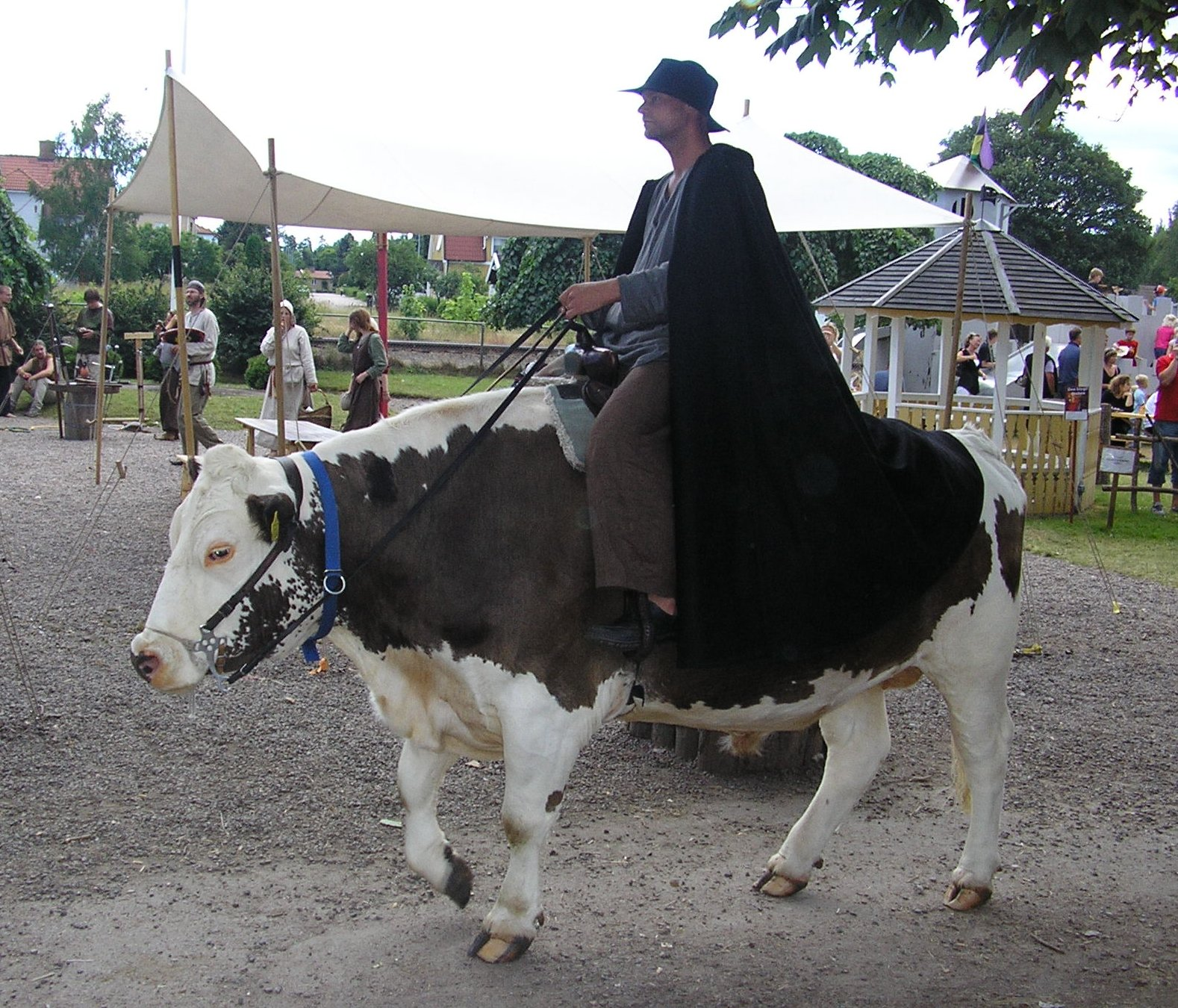
Een os als rijdier
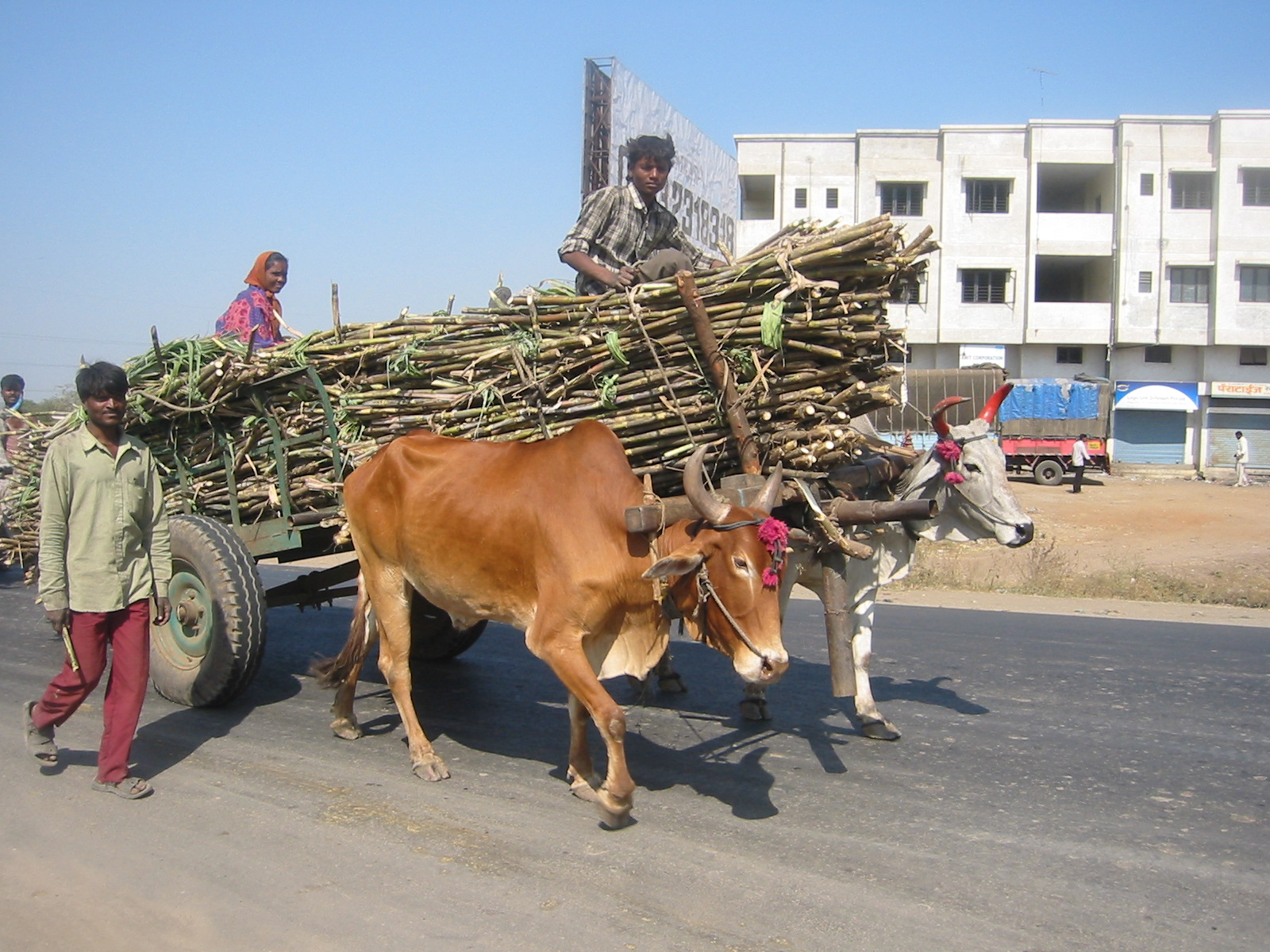
Een ossenkar met suikerriet, India
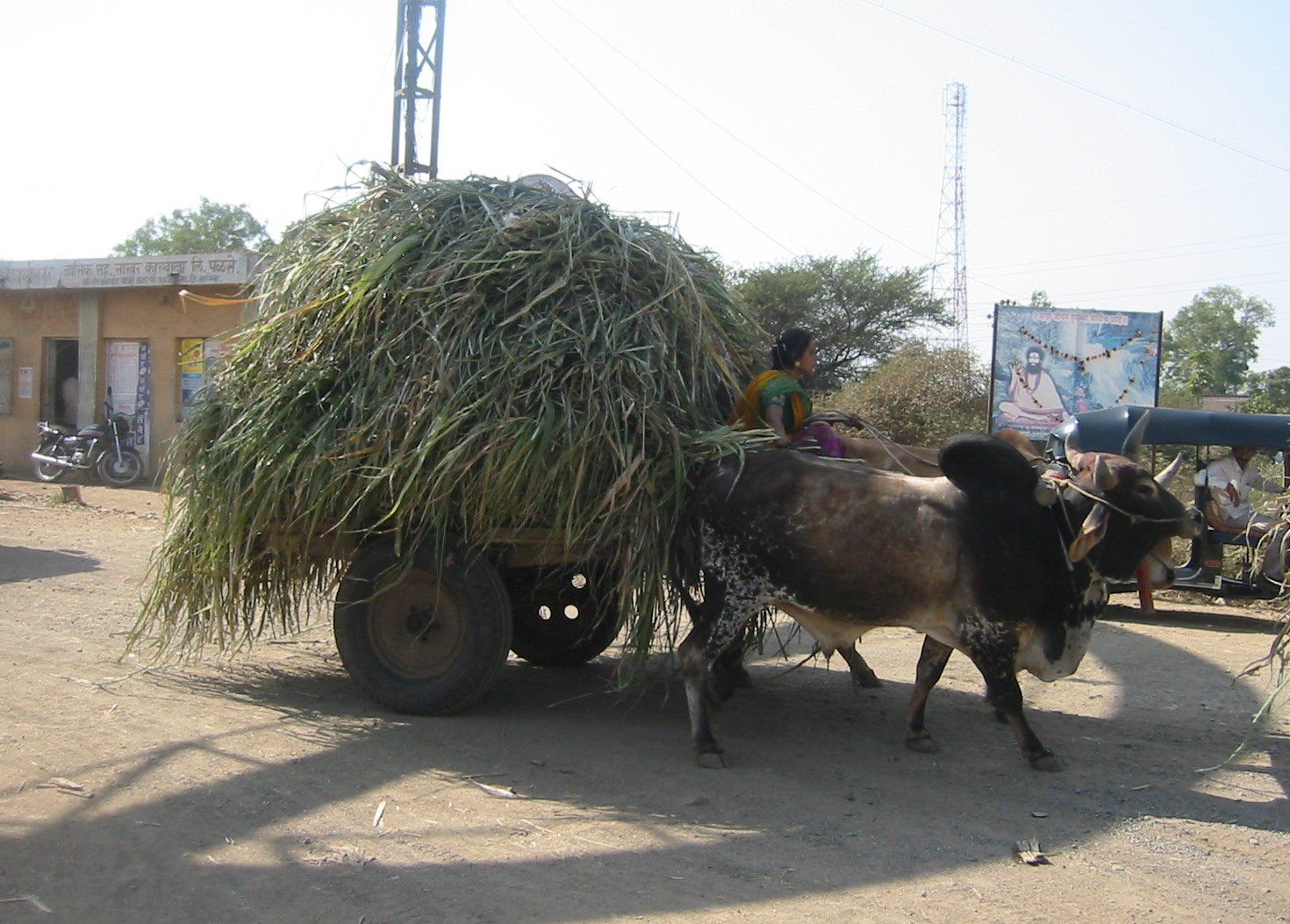
Ossenkar met suikerriet, India
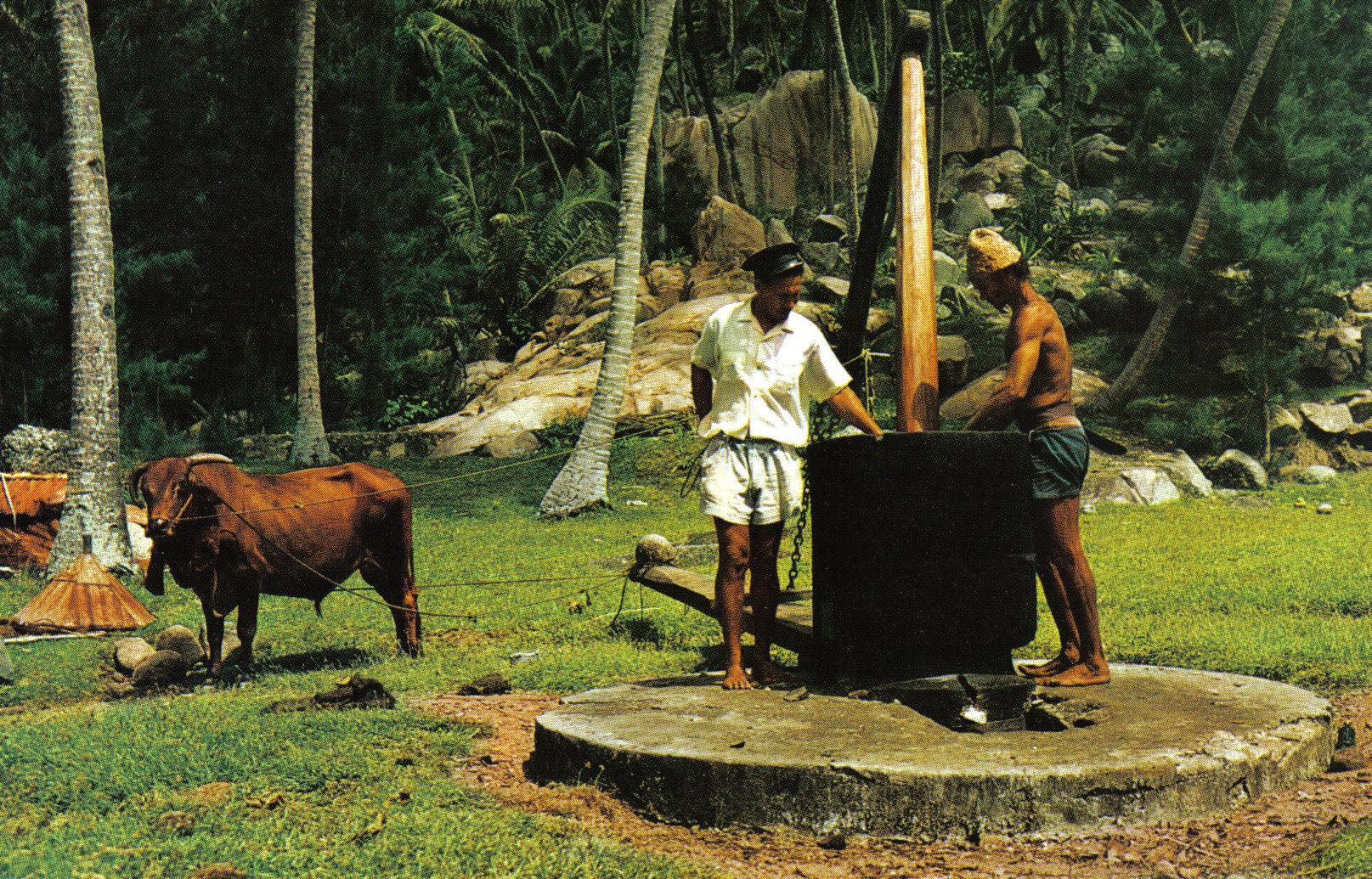
Os bij cocosoliemolen, Seychellen
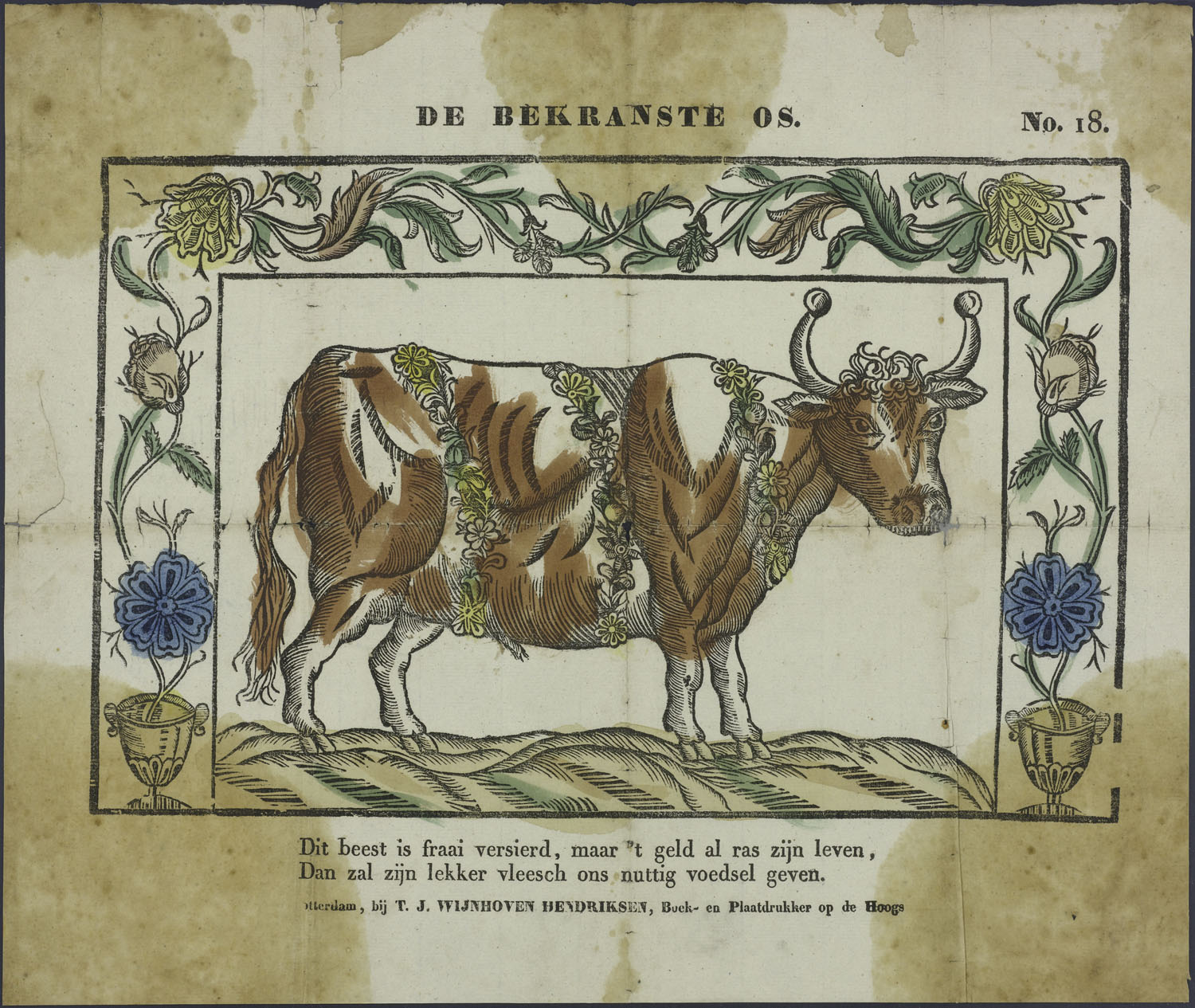
De bekranste os (ca. 1832-1849), houtsnede, centsprent
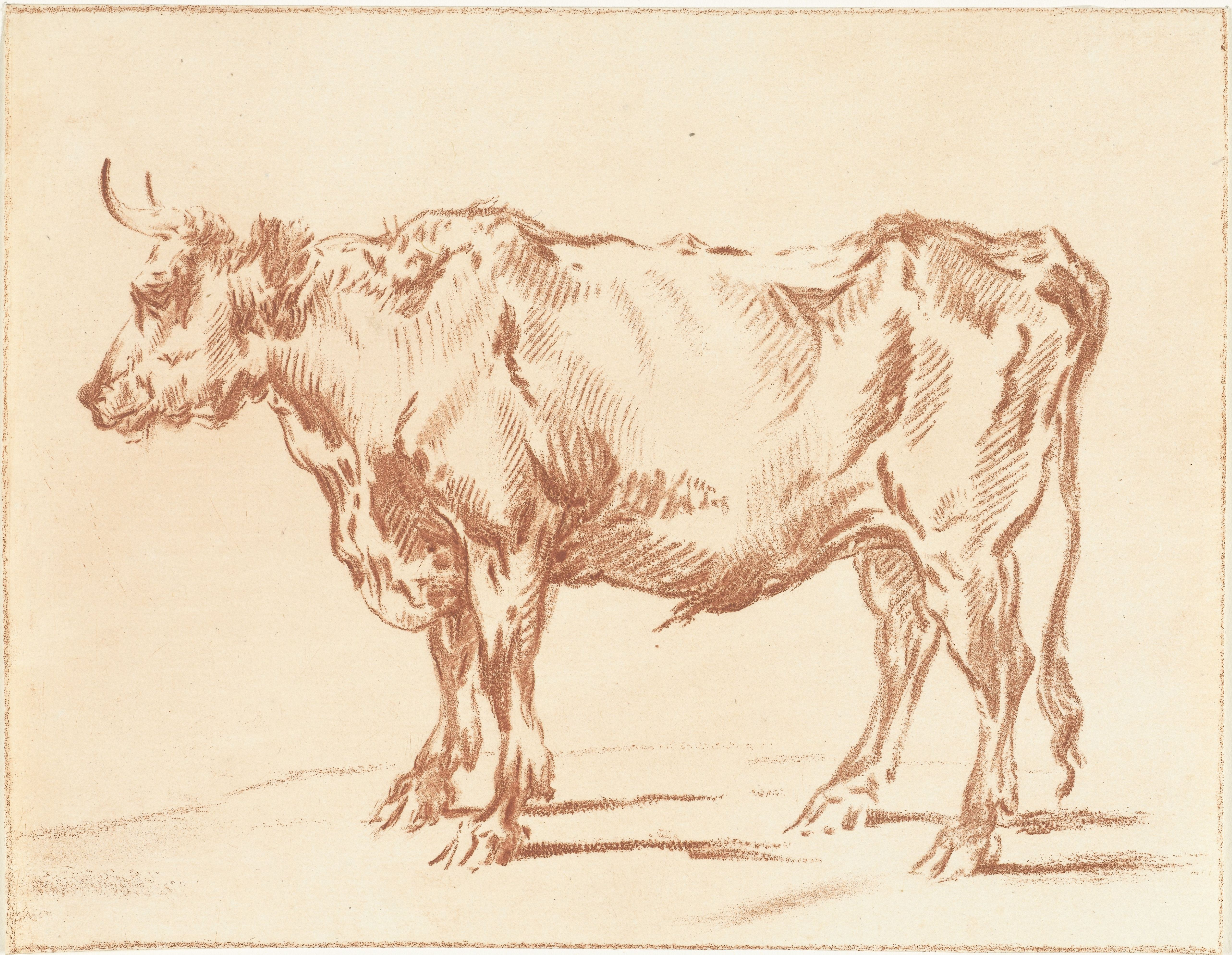
Staande os, naar Paulus Potter